# Kommunales Sondervermögen
Als kommunales Sondervermögen bezeichnet man in Deutschland einen rechtlich unselbständigen Teil der Gemeinde, der durch Satzung oder aufgrund einer Satzung entstanden ist und zur Erfüllung einzelner Aufgaben der Gemeinde bestimmt ist.
Sondervermögen sind zum Beispiel:
- das Gemeindegliedervermögen,
- das Vermögen der rechtlich unselbständigen örtlichen Stiftungen (§ 135 Abs. 2 Niedersächsisches Kommunalverfassungsgesetz NKomVG),
- wirtschaftliche Unternehmen ohne eigene Rechtspersönlichkeit und öffentliche Einrichtungen, für die aufgrund gesetzlicher Vorschriften Sonderrechnungen geführt werden,
- rechtlich unselbständige Versorgungs- und Versicherungseinrichtungen (§ 130 Niedersächsisches Kommunalverfassungsgesetz NKomVG),
- das Vermögen der rechtlich unselbständigen örtlichen Stiftungen,
- das Vermögen der Eigenbetriebe,
- das Sondervermögen für die Kameradschaftspflege in der Freiwilligen Feuerwehren (die Kameradschaftskassen) nach § 18a des Feuerwehrgesetzes Baden-Württemberg.[1][2] Auch die Kameradschaftskassen der Freiwilligen Feuerwehren in Sachsen, Schleswig-Holstein und Mecklenburg-Vorpommern sind nach zwar umstrittener, aber wegen der besseren Gründe wohl zutreffender Auffassung kommunale Sondervermögen (dazu näher unter Feuerwehrverein).

Sondervermögen – mit Ausnahme der Kameradschaftskassen – unterliegen den Vorschriften über die Haushaltswirtschaft. Sie sind getrennt vom Haushalt der Gemeinden zu führen und nachzuweisen. Auch für sie gelten die kommunalen Haushaltsgrundsätze, insbesondere der Grundsatz der Haushaltsklarheit.